# Uwe Hammer
Uwe Hammer (* 15. Juni 1943 in Berlin) ist ein früherer deutscher Sportfunktionär.

## Leben
Hammer wuchs in Berlin-Steglitz auf und lebt seit 1969 in Dahlem. Er ist gelernter Diplom-Verwaltungswirt und war Beamter bei der Berliner Feuerwehr. Er ist verheiratet und hat eine Tochter.

## Ehrenämter

### Fußball
Mitte der 1950er-Jahre trat Hammer dem FC Hertha 03 Zehlendorf bei und betätigte sich ehrenamtlich im Verein und dem Verband Berliner Ballspielvereine (VBB). Nachdem er einige Jahre Vorsitzender des VBB-Jugendausschusses war, wurde er 1981 nach dem plötzlichen Tod von Eberhard Hartlep zum VBB-Präsidenten gewählt. Während seiner Amtszeit wurde der VBB 1985 in Berliner Fußball-Verband (BFV) umbenannt. Außerdem gelang es ihm in Zusammenarbeit mit dem Berliner Senat durchzusetzen, dass das DFB-Pokalfinale der Männer dauerhaft in Berlin ausgetragen wird. Wenige Tage nach dem Fall der Berliner Mauer arrangierte er ein Treffen mit dem BFA-Vorsitzenden Uwe Piontek, bei dem Spiele Ost- und West-Berliner Mannschaften gegeneinander verabredet wurden und damit der Prozess zur Wiedervereinigung im Berliner Fußball auf den Weg gebracht wurde. Dem Verband stand er bis zum März 1990 vor, als ihm der außerordentliche Verbandstag infolge der Kompetenzübertretungen des Verwaltungsdirektors Wolfgang Levin das Vertrauen entzog. Heute ist er Vorsitzender des BFV-Ältestenrates.

### LSB Berlin
Ab 1997 war er bis 2014 Vize-Präsident des Landessportbundes Berlin. Als dieser war er für Sportstätten, Stadtentwicklung und Umwelt zuständig, bemühte sich um Hallen- und Bädersanierung, Schlüsselverantwortung der Vereine für Sportstätten und für den Bau vereinseigener Sportstätten.

### Weitere
Hammer war über zwei Berufungsperioden ehrenamtlicher Schöffe am Landgericht Berlin. Seit 2019 gehört er zudem dem Aufsichtsrat des Beamten-Wohnungs-Vereins zu Berlin an.

## Ehrungen
Für sein langes ehrenamtliches Engagement wurde Uwe Hammer vielfach ausgezeichnet:
- Bundesverdienstkreuz am Bande: 2005
- Ehrennadel des Landessportbundes: 2008
- BFV-Ehrenmitgliedschaft: 2007
- BFV-Verdienstnadel in Gold: 1995
- DFB-Verdienstnadel: 1981
- Ehren-Plakette des Senats von Berlin: 1981
- Silbernes Eichenblatt des Landessportbundes: 1973